# Янус Панноніус
Янус Панноніус, Янош Чезміцеї (29 серпня 1434, Чешмич (тепер Чазма) — 27 березня 1472, замок Медведград, поруч з Загребом) — угорський і хорватський поет епохи Відродження в Королівстві Угорщини та один з найвідоміших діячів гуманістичної поезії в Європі, єпископ Печа, дипломат, Славонський бан. Вважається першим угорським поетом. Писав латиною.

## З життєпису
Народився в невеликому селі недалеко від річки Драва в історичній області на сході Хорватії — Славонії в сім'ї хорватського дворянина. Був племінником Архієпископа Вітеза.
Початкову освіту отримав в сім'ї у матері, потім в 1447 році дядько послав Яна до Італії для продовження навчання в школі Гуаріно Веронезе у Феррарі. Янош провів в Італії 11 років, до кінця яких на найвищому рівні опанував сучасну латинську та грецьку культуру.
У Паннонія рано проявилися творчі здібності до класичного віршування. У віці тринадцяти років він написав свою першу епіграму.
Вищу освіту з канонічного права завершив в університеті Падуї, де вперше ознайомився з ідеями італійського Відродження. Великий вплив на Яна в цей час справило філософське вчення неоплатонізму Марсіліо Фічіно. Тоді ж він познайомився з найвидатнішими італійськими гуманістами.
Після стажування в Римі 1458 року повернувся в Угорщину. Матвій Корвін призначив Яноша єпископом Печа, потім баном Славонії і довірив йому важливі політичні місії. 
Протягом певного часу Янош працював канцлером королеви Беатріси Арагонської .
У 1471 році проти короля Матвія І Корвіна було організовано змову значної частини феодалів, стурбованих агресивною зовнішньою політикою та амбіціями правителя. Ідейними натхненниками руху стали Панноній та його дядько – архієпископ Янош Вітез (невідомо, що саме підштовхнуло Яноша піти проти короля, адже до 1470 року вони мали вільні стосунки).Змовники зв'язалися з Казимиром IV і запропонували угорську корону одному з його синів, якого також звали Казимиром. Польський князь негайно організував військове втручання, але до того часу, як у жовтні він увійшов до Угорщини, Матвій уже відновив контроль над ситуацією. На сеймі, що зібрався у вересні, він отримав впевненість не лише в підтримці станів, але й у підтримці переважної більшості прелатів і баронів. Князь Казимир мусив залишити королівство в грудні; Янош визнав доцільним емігрувати, а Вітез підкорився королю. Авторитет Матвія був міцним, як і раніше.
Він помер навесні 1472 р. по дорозі до Італії в Medvevár (тепер Медведград),поблизу Загреба. Веспасіано да Бістічі визнав його гідним вшанування в одній зі своїх біографій.

## Пам'ять
В Угорщині в місті Печ ім'я Яна Паннонія присвоєно Університету - Janus Pannonius University ( Janus Pannonius Tudományegyetem ).
Там же встановлено пам'ятник поетові та гуманісту Яну Паннонію.